# Rindsberg (Wasgau)
Der Rindsberg ist ein Berg im Pfälzerwald.

## Geographie

### Lage
Der Berg liegt am nördlichen Rand des Wasgau, wie der südliche Teil des Pfälzerwald genannt wird, innerhalb des Dahner Felsenlandes. Er befindet sich auf den Gemarkungen der Ortsgemeinden Spirkelbach und Rinnthal; somit verläuft über ihn die Grenze zwischen den Landkreisen Südwestpfalz sowie Südliche Weinstraße. An seinem Südhang befindet sich der Schafwoog. An seinem Nordwesthang verläuft der Spirkelbach. In nördlicher Richtung erstreckt sich das Queichtal.

### Naturräumliche Zuordnung
1. Großregion 1. Ordnung: Schichtstufenland beiderseits des Oberrheingrabens
2. Großregion 2. Ordnung: Pfälzisch-Saarländisches Schichtstufenland
3. Großregion 3. Ordnung: Pfälzerwald
4. Region 4. Ordnung (Haupteinheit): Wasgau
5. Region 5. Ordnung: Dahner Felsenland

## Beschaffenheit
Bein Rindsberg handelt es sich um einen sogenannten „Bergklotz“. Am Berg selbst befinden sich mehrere Felsformationen, die von Kletterern frequentiert werden. Diejenige am Südhang des Berges trägt die Bezeichnungen Westpfeiler oder Rindsbergpfeiler.

## Tourismus
Über den Berg führt ein Wanderweg, der mit einem roten Punkt markiert ist und der von Hertlingshausen bis nach Petit Wingen verläuft.